# Врбно (Бедња)
Врбно је насељено место у саставу општине Бедња у Вараждинској жупанији, Хрватска. До територијалне реорганизације у Хрватској налазило се у саставу старе општине Иванец.

## Становништво
На попису становништва 2011. године, Врбно је имало 267 становника.

## Попис1991.
На попису становништва 1991. године, насељено место Врбно је имало 324 становника, следећег националног састава:
| Попис 1991.‍ | Попис 1991.‍ | Попис 1991.‍ | Попис 1991.‍ | Попис 1991.‍ |
| ----------- | ----------- | ----------- | ----------- | ----------- |
|             |             |             |             |             |
| Хрвати      | Хрвати      |             | 322         | 99,38%      |
| Немци       | Немци       |             | 1           | 0,30%       |
| Словенци    | Словенци    |             | 1           | 0,30%       |
| укупно: 324 |             |             |             |             |